# تشينغداو
تشينغداو أو جينقداو وتلفظ بالألمانية تسينغتاو (بالصينية: 青岛 ) هي مدينة رئيسية في مقاطعة شاندونغ الشرقية. يعني اسم المدينة حسب المقاطع الصينية حرفياً «الجزيرة الزرقاء المُخضرة». تقع على ساحل البحر الأصفر في الصين وهي مدينة رئيسية محورية في مبادرة حزام واحد طريق واحد التي تربط آسيا بأوروبا. تمتلك تشينغدوا أعلى ناتج محلي إجمالي من أي مدينة في المقاطعة. وهي تُدار على مستوى المقاطعات الفرعية، ولها سلطة قضائية على ست مناطق وأربع مدن على صعيد المقاطعات. وفقًا لإحصاء 2010، كانت منطقة تشينغداو المأهولة (أو الحضرية) المكونة من 7 مناطق حضرية موطنًا لنحو 5.764.384 نسمة. تقع المدينة داخل شبه جزيرة شاندونغ وتطل على البحر الأصفر، وتحدها مدن يانتاي إلى الشمال الشرقي ويفانغ من الغرب وريتشاو من الجنوب الغربي وكلها مدن على مستوى المحافظة.
تعتبر تشينغداو ميناء وقاعدة بحرية رئيسية، فضلاً عن كونها مركزًا تجاريًا وماليًا. فهي موطنًا لشركات الإلكترونيات متعددة الجنسيات مثل هاير وهايسنس. يربط جسر هايوان كوينغداو المنطقة الحضرية الرئيسية لتشينغداو بمنطقة هوانغداو، على جانبي المناطق البحرية في خليج جياوزو. تعتبر هندسة تشينغداو المعمارية التاريخية ذات الطراز الألماني ومصنع تسينغتاو للجعة، ثاني أكبر مصنع للجعة في الصين، من موروثات الاحتلال الألماني للمدينة (1898-1914).
وفق مؤشر المراكز المالية العالمية لعام 2020، احتلت مدينة تشينغداو المرتبة 47؛ صدر هذا المؤشر عن مؤسسة زي/ين ومعهد التنمية الصيني، وكان من ضمن المدن الصينية الأخرى في قائمة المؤشر: شنغهاي وهونغ كونغ وبكين وشنجشن وقوانغتشو وتشنغدو ونانجينغ وشيان وتيانجين وهانغتشو وداليان وووهان. في 2007، اُختيرت تشينغداو كواحدة من أفضل عشر مدن في الصين من خلال تقرير قيمة العلامة التجارية للمدن الصينية، والذي صدر خلال قمة بكين 2007 لمنتدى المدن الصينية. في 2009، اختار المعهد الصيني لتنافسية المدن تشينغداو كأفضل مدينة ملائمة للعيش في الصين. وفي 2020، وضعت شبكة بحث المدن العالمية والعولمة تشينغداو كمدينة عالمية ذات تصنيف (غاما +).
تُعد تشينغداو أيضًا ضمن أفضل 100 مدينة في العالم في مجال الأبحاث العلمية العالمية وفقًا لمؤشر نيتشر. كذلك هي موطنًا للعديد من الجامعات البارزة، بما في ذلك؛ جامعة المحيط الصينية وجامعة الصين للبترول وجامعة شاندونغ للعلوم والتكنولوجيا وجامعة تشينغداو وجامعة تشينغداو للعلوم والتكنولوجيا وجامعة تشينغداو للتكنولوجيا وجامعة تشينغداو الزراعية.

## المناخ
يظهر الجدول التالي التغييرات المناخية على مدار السنة لتشينغداو:
| البيانات المناخية لـتشينغداو | البيانات المناخية لـتشينغداو | البيانات المناخية لـتشينغداو | البيانات المناخية لـتشينغداو | البيانات المناخية لـتشينغداو | البيانات المناخية لـتشينغداو | البيانات المناخية لـتشينغداو | البيانات المناخية لـتشينغداو | البيانات المناخية لـتشينغداو | البيانات المناخية لـتشينغداو | البيانات المناخية لـتشينغداو | البيانات المناخية لـتشينغداو | البيانات المناخية لـتشينغداو | البيانات المناخية لـتشينغداو |
| الشهر | يناير                        | فبراير                       | مارس                         | أبريل                        | مايو                         | يونيو                        | يوليو                        | أغسطس                        | سبتمبر                       | أكتوبر                       | نوفمبر                       | ديسمبر                       | المعدل السنوي                |
| --- | ---------------------------- | ---------------------------- | ---------------------------- | ---------------------------- | ---------------------------- | ---------------------------- | ---------------------------- | ---------------------------- | ---------------------------- | ---------------------------- | ---------------------------- | ---------------------------- | ---------------------------- |
| الدرجة القصوى °م (°ف) | 12.9 (55.2)                  | 19.6 (67.3)                  | 21.5 (70.7)                  | 25.2 (77.4)                  | 34.2 (93.6)                  | 34.4 (93.9)                  | 37.4 (99.3)                  | 34.3 (93.7)                  | 33.2 (91.8)                  | 28.4 (83.1)                  | 22.1 (71.8)                  | 16.2 (61.2)                  | 37.4 (99.3)                  |
| متوسط درجة الحرارة الكبرى °م (°ف) | 3.1 (37.6)                   | 5.3 (41.5)                   | 9.4 (48.9)                   | 15.3 (59.5)                  | 20.7 (69.3)                  | 24.0 (75.2)                  | 27.3 (81.1)                  | 28.4 (83.1)                  | 25.5 (77.9)                  | 20.1 (68.2)                  | 12.6 (54.7)                  | 5.8 (42.4)                   | 16.5 (61.6)                  |
| المتوسط اليومي °م (°ف) | −0.2 (31.6)                  | 1.6 (34.9)                   | 5.6 (42.1)                   | 11.3 (52.3)                  | 16.7 (62.1)                  | 20.5 (68.9)                  | 24.4 (75.9)                  | 25.4 (77.7)                  | 22.0 (71.6)                  | 16.5 (61.7)                  | 9.2 (48.6)                   | 2.5 (36.5)                   | 13.0 (55.3)                  |
| متوسط درجة الحرارة الصغرى °م (°ف) | −2.9 (26.8)                  | −1.2 (29.8)                  | 2.8 (37.0)                   | 8.3 (46.9)                   | 13.7 (56.7)                  | 18.2 (64.8)                  | 22.4 (72.3)                  | 23.1 (73.6)                  | 19.3 (66.7)                  | 13.5 (56.3)                  | 6.2 (43.2)                   | −0.2 (31.6)                  | 10.3 (50.5)                  |
| أدنى درجة حرارة °م (°ف) | −14.3 (6.3)                  | −12.1 (10.2)                 | −6.2 (20.8)                  | −1.6 (29.1)                  | 6.1 (43.0)                   | 12.0 (53.6)                  | 13.6 (56.5)                  | 16.3 (61.3)                  | 10.1 (50.2)                  | 1.9 (35.4)                   | −7.2 (19.0)                  | −11.3 (11.7)                 | −14.3 (6.3)                  |
| الهطول مم (إنش) | 11.2 (0.44)                  | 13.5 (0.53)                  | 22.4 (0.88)                  | 28.5 (1.12)                  | 61.9 (2.44)                  | 74.3 (2.93)                  | 148.6 (5.85)                 | 150.2 (5.91)                 | 72.4 (2.85)                  | 39.7 (1.56)                  | 29.3 (1.15)                  | 12.1 (0.48)                  | 664.1 (26.14)                |
| متوسط أيام هطول الأمطار (≥ 0.1 mm) | 3.1                          | 3.7                          | 4.7                          | 6.7                          | 7.5                          | 9.4                          | 12.4                         | 10.2                         | 6.5                          | 6.1                          | 4.7                          | 3.4                          | 78.4                         |
| متوسط الرطوبة النسبية (%) | 63                           | 64                           | 66                           | 68                           | 72                           | 82                           | 87                           | 82                           | 71                           | 65                           | 64                           | 63                           | 71                           |
| ساعات سطوع الشمس الشهرية | 186.0                        | 180.8                        | 220.1                        | 222.0                        | 244.9                        | 219.0                        | 182.9                        | 223.2                        | 219.0                        | 220.1                        | 189.0                        | 182.9                        | 2٬489٫9                      |
| نسبة وصول أشعة الشمس | 60                           | 59                           | 60                           | 56                           | 56                           | 50                           | 41                           | 53                           | 59                           | 63                           | 61                           | 61                           | 57                           |
| متوسط مؤشر الأشعة فوق البنفسجية | 2                            | 3                            | 5                            | 7                            | 9                            | 9                            | 10                           | 9                            | 7                            | 5                            | 3                            | 1                            | 6                            |
| المصدر: China Meteorological Administration, China Weather (precipitation days 1971–2000), Hong Kong Observatory (sun only, 1961–1990) and Weather Atlas (UV index) |                              |                              |                              |                              |                              |                              |                              |                              |                              |                              |                              |                              |                              |

## توأمة
لتشينغداو اتفاقيات توأمة مع كل من:
- بادربورن
- فيلا فاليا
- رييكا
- فيتوريا، البرازيل
- نيس زيونا
- بريست
- كلايبيدا
- ريغنسبورغ (2009 - )
- رمات غان
- لونغ بيتش
- سانت بطرسبرغ
- بيرم
- أوكلاند
- محافظة تشيانغ مي (1 أبريل 2008 - )[26]
- باتايا (22 يناير 2013 - )
- فيلهلمسهافن (1 مارس 1992 - )
- أوديسا (29 أبريل 1993 - )[27]

## أعلام
- هوانغ تسى تاو
- توشيرو ميفوني
- فان بينغبينغ
- هاو هايدونغ
- كانج يووي

## وصلات خارجية
- موقع حكومة تشينغداو نسخة محفوظة 10 أغسطس 2020 على موقع واي باك مشين. (بالصينية)
- موقع تشينغداو الأكاديمي الدولي نسخة محفوظة 18 نوفمبر 2021 على موقع واي باك مشين. (بالصينية)
- موقع الدراسة في نظام القبول في الصين（中国高等院校国际招生管理服务系统） (بالإنجليزية)

1. ↑  Ministry of Housing and Urban-Rural Development of the People's Republic of China(MOHURD) (2021). "中国城市建设统计年鉴2020". اطلع عليه بتاريخ 2024-12-22.
2. ↑  "Hong Kong Monthly Statistics Summary (Report)" (PDF). Census and Statistics Department. أغسطس 2018. اطلع عليه بتاريخ 2024-12-22.
3. ↑  "Chongqing Statistics Bureau (2019). 重庆统计年鉴2019 [Chongqing Statistical Yearbook 2019] (in Chinese). Beijing: China Statistic Publishing House. p. 613. ISBN 978-7-5037-8854-3". ISBN:978-7-5037-8854-3. {{استشهاد ويب}}: الوسيط |تاريخ الوصول بحاجة لـ |مسار= (مساعدة) والوسيط |مسار= غير موجود أو فارع (مساعدة)

1. ↑  عدد سكان هونج كونج حسب التقديرات عام 2018.[2]
2. ↑  بيانات تشونغتشينغ في القائمة هي بيانات "المنطقة الاقتصادية الحضرية المتقدمة"، والتي تتكون من جزأين: "المدينة نفسها" و"المنطقة الحضرية". تتكون "المدينة نفسها" من 9 مناطق: يوزونغ، دادوكو، جيانغبي، شابينغبا، جيولونغبو، نانان، بيبي، يوبي، أونان، لا يبلغ عدد سكانها الحضريون 5,646,300 نسمة اعتبارًا من عام 2018. بوقجين، هيتشوان، يونغ تشوان، نانشوان، تشيتشوان، دازو، بيشان، تونغليانغ، تونغنان، ورونغشانغ، يصل عدد سكانها الحضريون إلى 5,841,700 نسمة.[3] يصل إجمالي عدد المناطق الحضرية في جميع مقاطعات تشونغتشينغ الـ 26 إلى 15،076،600 نسمة.